# Azor
Azor (in ebraico: אָזוֹר, in arabo: أزور) (anche Azur) è una piccola città (consiglio locale) nel distretto di Tel Aviv di Israele, sulla vecchia strada Giaffa-Gerusalemme a sud-est di Tel Aviv. Fondato nel 1948 sul sito dello spopolato villaggio palestinese di Yazur, ad Azor è stato concesso lo status di consiglio locale nel 1951. Nel 2016 aveva una popolazione di 12.569 abitanti e ha una giurisdizione di 2,415 dunam (2,415 km², 0,932 sq mi).